# Седемте смъртни гряха
Седемте смъртни гряха са морална категория в/от християнската етика, използвана от Римокатолическата църква.
Седемте смъртни гряха са: похот, чревоугодие, алчност (скъперничество), леност, гняв, завист, горделивост (високомерие).

## В религиозен план
Според християнските вярвания човекът може да спаси душата си от вечната гибел, огън и мъки като спре да се покланя и служи като идол на човекоубиеца и човекомразец Сатана, а да се отлъчи от неговите страсти и да служи на Бога човеколюбец, имайки страх от неговото величие и имайки страх от вечния Ад, където Бога може да запрати, но същевременно служейки му с любов. (Закон)

## Седемте смъртни гряха
В Библията седемте смъртни гряха се появяват в писанията за Содом и Гомор. Теологично се систематизират по следния начин:
| грях        | демон    | добродетел       |            |             |
| български   | латински | български        | латински   |             |
| похот       | luxuria  | Асмодий/ Асмодей | целомъдрие | castitas    |
| чревоугодие | gula     | Велзевул         | лишение    | frenum      |
| алчност     | avaritia | Мамон            | щедрост    | liberalitas |
| леност      | acedia   | Белфегор         | трудолюбие | industria   |
| гняв        | ira      | Сатана           | търпение   | patientia   |
| завист      | invidia  | Левиатан         | добродушие | humanitas   |
| горделивост | superbia | Луцифер          | смирение   | humilitas   |

## В изкуството

### Изобразително изкуство
Художникът Йеронимус Бош, пряко вдъхновен от темата за седемте смъртни гряха, ги изобразява в картината си „Седемте смъртни гряха“ (1485).

### Кино
- „Седем“ – филм с Брад Пит, Кевин Спейси и Морган Фрийман.

### Манга и Аниме
- Основните антагонисти в „Седемте смъртни гряха“ са група от седем безсмъртни същества, всяко от които носи името на един от смъртните грехове и чийто характер преднамерено кореспондира със съответния си грях.

## Вижте още
- Седемте добродетели